# مسجد ملاطية الكبير
مسجد ملاطية الكبير هو مسجد يقع في باتالغازي بمقاطعة ملاطية في تركيا.
بني المسجد في القرن الثالث عشر، وتم تدميره في زلزال تركيا وسوريا عام 2023.